# Tidnings-Boije
Den så kallade Tidnings-Boije, född 25 september 1827, död 1 december 1904, var ett svenskt tidningsbud. Han var under sin samtid välkänd som ett av Stockholms original.
Tidnings-Boije ska ha haft ett stripigt skägg, varit klädd i gröngul ulster och en bucklig hatt. Han skulle ursprungligen bli skomakare, men övergav sin utbildning och började leva som "dagdrivare" och försörjde sig på att sälja tidningar på gatorna. Han var känd för att uppvakta de kvinnliga biträdena i butiker med blommor. Under pressveckan 1898 fick han en cylinderhatt i gåva av presskåren. Han var hemlös och sov bland annat utanför Hotel Rydbergs fönster. Tidnings-Boije ska ofta ha trakasserats av barn. 
Som original karikerades han av Vilhelm Fahlstedt och förekom på scen i en revy på Vasateatern spelad av Victor Lundberg. 
Han intogs 1902 på Rosenlunds ålderdomshem, där han avled. 